# Paraleptastacus holsaticus
Paraleptastacus holsaticus är en kräftdjursart som beskrevs av Kunz 1937. Paraleptastacus holsaticus ingår i släktet Paraleptastacus och familjen Leptastacidae. Arten är reproducerande i Sverige. Inga underarter finns listade i Catalogue of Life.